# Myllyvuori-Vilhusenmäki
Myllyvuori-Vilhusenmäki este o arie protejată (arie specială de conservare — SAC, sit de importanță comunitară — SCI) din Finlanda întinsă pe o suprafață de 34 ha, integral pe uscat.

## Localizare
Centrul sitului Myllyvuori-Vilhusenmäki este situat la coordonatele 62°28′56″N 24°47′19″E / 62.4822°N 24.7886°E.

## Înființare
Situl Myllyvuori-Vilhusenmäki a fost declarat sit de importanță comunitară în mai 2002 pentru a proteja 1 specie de animale. Situl a fost protejat și ca arie specială de conservare în aprilie 2015.

## Biodiversitate
Situată în ecoregiunea boreală, aria protejată conține 2 habitate naturale: Taiga vestică, Mlaștini împădurite.
La baza desemnării sitului se află o specie protejată de  mamifere: veveriță zburătoare siberiană (Pteromys volans).
Pe lângă speciile protejate, pe teritoriul sitului au mai fost identificate 3 specii de păsări.